# Scottish Football League
Die Scottish Football League bezeichnete von 1998 bis zur Ligareform 2013 die zweite bis vierte Fußball-Liga in Schottland. Diese bestanden aus der SFL First Division, der SFL Second Division und der SFL Third Division. Vorher war sie die höchste Fußball-Liga Schottlands, bevor sie in dieser Eigenschaft zur Saison 1998/99 von der neu kreierten Scottish Premier League abgelöst wurde.
Seit Juli 2007 trug die Liga den Namen Irn-Bru Scottish Football League nach dem Zustandekommen eines Sponsorings mit A.G. Barr.

## Gründungsmitglieder
Die erste Spielzeit der SFL fand in der Saison 1890/91 statt. Folgende Mannschaften waren Gründungsmitglieder:
- FC Abercorn
- FC Cambuslang
- Celtic Glasgow
- FC Cowlairs
- FC Dumbarton
- Heart of Midlothian
- Glasgow Rangers
- FC Renton
- FC St. Mirren
- Third Lanark
- FC Vale of Leven

Von den Gründungsmitgliedern stieg nur Celtic Glasgow nie ab. Glasgow Rangers stieg zwar ebenfalls nie sportlich ab, wurde zur Saison 2012/2013 jedoch wegen Insolvenz in die Scottish Football League Third Division zwangsversetzt. Heart of Midlothian und der FC St. Mirren spielen ebenfalls in der Scottish Premier League. Außerdem ist noch der FC Dumbarton im schottischen Ligensystem vertreten – in der SFL Third Division. Alle anderen Vereine haben sich entweder aufgelöst oder spielen in Ligen außerhalb der SFL.

## Geschichte

### Nach der Gründung
Die Liga wurde Anfang der 1890er Jahre gegründet, um den Fußball in Schottland besser zu verwalten und aufgrund der wachsenden Anzahl von neuen Mannschaften besser zu organisieren. In der ersten Spielzeit waren die Glasgow Rangers und der FC Dumbarton punktgleich oben auf. Da man noch nicht nach Tordifferenz ging, wurde ein Play-off-Spiel ausgetragen. Dieses Spiel endete 2:2, so dass beide gleichermaßen als Meister erklärt wurden. Für jeweils sechs Monate bekamen sie den Pokal überreicht.

### Erste Änderungen
Da sich die Fußball-Liga großer Beliebtheit erfreute, wurde sie 1893 ausgebaut und durch eine zweite Liga erweitert – vor allem durch Teams der Scottish Football Alliance. Durch die Geschehnisse des Ersten Weltkriegs entschloss man sich, die Second Division aufzulösen, und stellte den Spielbetrieb bis 1921 komplett ein. Anschließend wurde die Central Football League als neue Liga mit automatischem Aufstieg eingeführt.

### Erweiterung und Umstrukturierung
Im Jahr 1923 wurde der SFL erstmals eine Dritte Liga hinzugefügt, doch diese scheiterte schon nach drei Jahren nach einem finanziellen Desaster. Bis 1946 blieb es deshalb bei zwei Ligen. Erst nach dem Zweiten Weltkrieg wurde eine Dritte Liga wieder eingesetzt. Die Ligen wurden nun A, B und C genannt. In der C-Liga durften auch Reserve-Teams antreten. Schon 1949, wurde die C-Division in zwei Abteilungen ausgeweitet – North West und South East. Von 1955 bis zur Gründung der Premier League im Jahr 1975 wurde erneut mit zwei Ligen gespielt.

### Einführung der Premier League
Durch die neue Premier League expandierte die SFL automatisch wieder zum Dreiligen-System. Dieses bestand aus Premier, First- und Second Division. Mittlerweile gelangte eine neue Mannschaft in die Liga – Meadowbank Thistle – das dritte Team aus der Hauptstadt Edinburgh, welches 1995 umzog und zum FC Livingston wurde. Ab 1994 wurde die SFL in vier Ligen à zehn Teams unterteilt. Es kamen Inverness Caledonian Thistle und Ross County in die Football League.

### Die letzten Jahre
Im Jahr 1998 trennten sich die Erstligisten von der SFL, um die Scottish Premier League ins Leben zu rufen. Die SPL war nun die erste Liga, während die SFL nur noch aus First, Second und Third Division bestand. Die Premier Division wurde nicht ersetzt, doch die anderen Ligen behielten jeweils ihren Namen.
Als im Jahr 2000 die SPL auf zwölf Teams aufgestockt wurde, nahm die SFL mit Elgin City und FC Peterhead zwei neue Teams aus der Highland Football League auf. Mit 42 Teams – zwölf in der Scottish Premier League und jeweils zehn in den drei Scottish Football League Divisionen erreichte der schottische Profifußball eine Rekordbeteiligung.
Im Jahr 2013 fusionierten die Scottish Premier League und die Scottish Football League zur Scottish Professional Football League (SPFL).

## Auf- und Abstieg
Jede Saison bekommt der Meister der First Division die Möglichkeit in die Scottish Premier League aufzusteigen. Dies ist an einige Kriterien gebunden. Unter anderem muss seit März 2005 ein 6.000 Zuschauer fassendes, vollständig mit Sitzplätzen ausgestattetes Stadion in Club-Besitz sein. Auch muss eine Rasenheizung bestehen. Aus diesem Grunde scheiterte der FC Falkirk 2003 trotz der Meisterschaft in der First Division am Aufstieg – damals lag die Mindestkapazität noch bei 10.000 Plätzen. Mittlerweile hat Falkirk ein neues 7.000 Zuschauer fassendes Stadion das den neuen Ansprüchen genügt und konnte so in der Saison 2004/2005 doch noch in die SPL aufsteigen. Der letzte der SPL steigt in die First Division ab, wenn ein aufstiegsberechtigter Verein Meister der First Division wird.